# سید حسین میرپور طهرانی
سیدحسین میرپور طهرانی، (۱۲۵۰ خورشیدی/۱۲۸۸ قمری، شمیران - ۱۳۲۷ تهران)، فرزند سید شمس الدین میرپور طهرانی، امام جمعه تهران و از رهبران و علمای شیعه و روحانیون مبارز صدر مشروطه است. 

## تبار
وی در خاندانی قدیمی و بانفوذ تهرانی به دنیا آمد. اعقاب و نیاکانش از سادات دانشمند و روحانیون و فقهای تهران مشهور به «میرطهرانی» بودند. ایشان که دارای نقل حدیث از امام معصوم بودند، به دلیل ظلم خلفای عباسی و عداوت آنان با علویان بیش از هزار سال پیش در قرن سوم هجری قمری از عتبات عالیات به تهران مهاجرت کرده و در شمیران ساکن شدند.

## زندگی‌نامه
سید حسین تحصیلات مقدماتی و علوم اولیه اسلامی را نزد پدر مجتهد خود فرا گرفت و سپس برای ادامه تحصیل ابتدا به سامرا و سپس به نجف اشرف رفت و  نزد شیوخ و بزرگان آن حوزه، خصوصاً آخوند خراسانی، شیخ الشریعه اصفهانی، میرزا محمدتقی شیرازی و  محمدطه نجف، به فراگیری علم و دانش پرداخت.
سیدحسین میرپور طهرانی با سعی بی‌وقفه در تحقیق و دانش اندوزی و کوشش مستمر در دورۀ خارج، اساتیدش را شیـفتۀ خود ساخت و با کسب درجۀ اجتهاد در بیست و چهار سالگی در ۱۲۷۴.ش به وطنش تهران بازگشت و به تدریس، وعـظ و اقامۀ جماعت در مدرسه و مسجد تازه تأسیس « عبدالحسین» در بازار تهران مشغول شد. وی علاوه بر تهران بیـتی نیز در قم داشت که در آن‌جا نیز به حل مشکلات شرعی و رتق و فتق امور اجتماعی مردم می‌پرداخت.

## فعالیت سیاسی
میر پورطهرانی در جریان عزل عین‌الدوله، از بانیان هجرت روحانیون به مرقد عبدالعظیم (هجرت صغری) و هجرت کبری (قم) بود و در مشروطه اول نقش بسیار فعالی ایفا کرد. او در روز به توپ بستن مجلس شورای ملی، از مسجد  عبدالحسین در بازار تهران به همراه شاگردان و مردم همراهش به بهارستان رفت و در درگیری‌ها شرکت نمود. وی با آغاز استبداد صغیر فتوایی معروف صادر و و ضمن تقبیح شدید برخورد با آزادی‌خواهان و نمایندگان مردم آن را محاربه با خدا نامید.
متن فتوا بدین شرح است:
«فی الحال که دست شیطانی استبداد داخلی از آستین اجانب بی‌دین و کافران روس بیرون آمده است و در روز روشن ناموس مملکت هتک حرمت می‌شود و ناجوانمردانه آزادی‌خواهان و وکلای طبقات ملت ایران به بند کشیده می‌شوند، این عمل دولت به وضوح «محاربه الله و الرسول» و «افساد فی الارض» است و دادن مالیات به این دولت خائن و جائر که استقلال وطن را ملعبه خود قرار داده و با قوۀ اجنبی دستش به خون مسلمین آلوده شده حرام می‌باشد. در این اوضاع و احوال، عموم رجال سیاسی باید مطلع باشند [که] تنها راه تعالی ایران قانون مشروطه و مجلس شورای ملی است و تکیه بر دول اجنبی عاقبتی جز حقارت ندارد. البته تا زمانی که چشم سلاطین این آب و خاک بر دهان سفرای روس و انگلیس دوخته شده‌است، این مملکت روی ترقی و عزت نخواهد دید.» 
پس از آن توسط نیروهای ولادیمیر لیاخوف روسی دستگیر، زندانی و متحمل شکنجه های فراوان شد به طوری که اگر اعتبار و قدرت خاندانش نبود، به طور قطع جانش را از دست می‌داد. وی اندکی بعد تحت‌الحفظ به عتبات تبعید شد.
او پس از فتح تهران توسط مجاهدین به زادگاهش  بازگشت و در تربیت شاگردان و رونق بخشیدن به حوزه علمیه تهران کوشید.

### مخالفت با قرارداد ۱۹۱۹
میرپور طهرانی بار دیگر در جریان قرارداد ۱۹۱۹ با دولت بریتانیا قدم در میدان مبارزه گذاشت. وی در منابر و مساجد به ویژه در مسجد « عبدالحسین» که سال‌ها در آن واعظ و امام جمعه بود، ضد قرارداد و بانیان داخلی آن به ویژه وثوق‌الدوله نطق می‌کرد. او با توجه به روحیۀ زبانزد میهن دوستی‌اش، این قرارداد را تحت‌الحمایگی تام ایران توسط انگلیس می‌دانست و مجدانه و پی‌گیر، مردم را از مفاد ضد ایرانی آن قرارداد ننگین آگاه می‌ساخت. وی امضاءکنندگان و حامیان داخلی آن پیمان را خائنین به مملکت می‌دانست.

## شاگردان
سید مرعشی
ملا محمد کرمانی
علی صدرالفضلاء
میرزا ابراهیم خان قزوینی
محمد کبیر تبریزی
سید تقی تنکابنی
آقا کمال‌الدین خراسانی
محمد شاه آبادی
سید عباس کرمانشاهی
میرزا رضا بوشهری
ابوالفضل گیلانی

## درگذشت
وی در سال ۱۳۲۷ در تهران درگذشت و حرم فاطمه معصومه به خاک سپرده شد. به مناسبت درگذشت وی مجالس ختم و ترحیم متعدد و باشکوهی در تهران و قم منعقد گردید. از وی موقوفاتی در عتبات عالیات از جمله مسافرخانه‌ای در سامرا، وقف رفاه زائران گردیده است.

## بازماندگان
سیدعلی حق شناس نتیجۀ پسری وی است.

## آثار
- رساله فی اصول الدین (به عربی).
- تاریخ شـیعه (به فارسی).
- رساله فی مسائل الحج (به عربی).
- رساله توضیح المسائل (به فارسی و عربی).
- تفسیر و توضیح نهج‌البلاغه (به فارسی).
- قیام سیدالشهدا (به عربی و فارسی).